# Rumänische Eishockeyliga 1958/59
Die Saison 1958/59 war die 29. Spielzeit der rumänischen Eishockeyliga, der höchsten rumänischen Eishockeyspielklasse. Meister wurde zum insgesamt fünften Mal in der Vereinsgeschichte CCA Bukarest.

## Modus
In der Hauptrunde absolvierte jede der sechs Mannschaften insgesamt zehn Spiele. Der Erstplatzierte der Hauptrunde wurde Meister. Für einen Sieg erhielt jede Mannschaft zwei Punkte, bei einem Unentschieden gab es ein Punkt und bei einer Niederlage null Punkte.

## Hauptrunde

### Tabelle
|    | Klub                   |
| -- | ---------------------- |
| 1. | CCA Bukarest           |
| 2. | Voința Miercurea Ciuc  |
| 3. | Progresul Gheorgheni   |
| 4. | Dinamo Târgu Mureș     |
| 5. | Știința Cluj           |
| 6. | Recolta Miercurea Ciuc |

Sp = Spiele, S = Siege, U = Unentschieden, N = Niederlagen